# Rolf Tiedemann
Rolf Tiedemann (* 24. September 1932 in Hamburg; † 29. Juli 2018) war ein deutscher Philosoph, Philologe und Herausgeber.

## Leben
Nach dem Studium der Philosophie, Germanistik und Soziologie in Hamburg, Göttingen, Berlin und Frankfurt a. M. promovierte Tiedemann 1964 bei Theodor W. Adorno und Max Horkheimer mit der ersten Dissertation über Walter Benjamin. Ab 1959 war er wissenschaftlicher Mitarbeiter, später persönlicher Assistent von Adorno am Frankfurter Institut für Sozialforschung. Ab 1965 arbeitete er in Berlin, um 1970 nach Frankfurt zurückzukehren, wo er die Herausgeberschaft der Gesamtausgaben von Adorno und, gemeinsam mit Hermann Schweppenhäuser, von Benjamin übernahm. 1985 bis 2002 war er Direktor des – von ihm im Auftrag der Hamburger Stiftung zur Förderung von Wissenschaft und Kultur aufgebauten – Theodor W. Adorno Archivs in Frankfurt. Hier initiierte er u. a. die Ausgaben der Nachgelassenen Schriften Adornos, von denen er selbst sechs Bände herausgab. Insbesondere die von ihm edierten, nur als Fragmente überlieferten Bände des Passagenwerks von Benjamin und der Ästhetischen Theorie sowie des Beethoven von Adorno sind vielfach rezipiert und in zahlreiche Sprachen übersetzt worden.
Tiedemann war Ehrendoktor der Universität Hannover. Er starb im Juli 2018 im Alter von 85 Jahren.

## Schriften
Bücher
- Studien zur Philosophie Walter Benjamins. Mit einer Vorrede von Theodor W. Adorno. Frankfurt a. M. 1965. (Frankfurter Beiträge zur Soziologie. 16.) – 2. Ausg., Frankfurt a. M. 1973 (edition suhrkamp. 644); 3. Ausg. in: Mystik und Aufklärung. Studien zur Philosophie Walter Benjamins. Mit einer Vorrede von Theodor W. Adorno und fünf Corollarien. München 2002. (Dialektische Studien.) – Übers. ins Französische: Études sur la philosophie de Walter Benjamin. Préface de Theodor W. Adorno, traduit par Rainer Rochlitz, Arles 1987.
- Dialektik im Stillstand. Versuche zum Spätwerk Walter Benjamins. Frankfurt a. M. 1983.
- Die Abrechnung. Walter Benjamin und sein Verleger. O.O., o. J. [Hamburg 1989].
- Rolf Tiedemann, Christoph Gödde und Henri Lonitz, Walter Benjamin 1892–1940. Eine Ausstellung des Theodor W. Adorno Archivs Frankfurt am Main in Verbindung mit dem Deutschen Literaturarchiv Marbach am Neckar. Marbach a.N. 1990. (Marbacher Magazin. 55.) – 3. Aufl., 1991.
- Niemandsland. Studien mit und über Theodor W. Adorno. München 2007.
- Mythos und Utopie. Aspekte der Adornoschen Philosophie. München 2009.
- Adorno und Benjamin noch einmal. Erinnerungen, Begleitworte, Polemiken. München 2011.
- Abenteuer anschauender Vernunft. Essay über die Philosophie Goethes. München 2014.

Editionen
- Theodor W. Adorno, Gesammelte Schriften. Hrsg. von Rolf Tiedemann unter Mitwirkung von Gretel Adorno, Susan Buck-Morss und Klaus Schultz. Bde. 1–20 (in 23 Bdn. Geb.). 1. Aufl., Frankfurt a. M. 1970–80. – Rev. Taschenbuch-Ausg.: Frankfurt a. M. 1997. (suhrkamp taschenbuch wissenschaft.); Lizenzausg. bei der Wissenschaftlichen Buchgesellschaft, Darmstadt 1998. – Digital-Ausg: Berlin 2003 (Digitale Bibliothek. Bd. 97). – Übers. ins Spanische: Adorno, Obra completa. Edición de Rolf Tiedemann con la colaboración de Gretel Adorno, Susan Buck-Morss y Klaus Schultz. Madrid 2003 ff.; Digitale Ausgabe CD-ROM bei Digitale Bibliothek, Bd. 97, ISBN 3-89853-197-X
- Adorno, Beethoven. Philosophie der Musik. Fragmente und Texte. Hrsg. von R.T. (Nachgelassene Schriften. Hrsg. vom Theodor W. Adorno Archiv. Abt. I, Bd. 1.) Frankfurt a. M. 1993. – 2. Aufl., 1994.
- Adorno, Kants »Kritik der reinen Vernunft« <1959>. Hrsg. von R.T. (Nachgel. Schr., Abt. IV, Bd. 4.) Frankfurt a. M. 1995.
- Adorno, Metaphysik. Begriff und Probleme <1965>. Hrsg. von R.T. (Nachgel. Schr., Abt. IV, Bd. 14.) Frankfurt a. M. 1998.
- Adorno, Zur Lehre von der Geschichte und von der Freiheit <1964/65>. Hrsg. von R.T. Frankfurt a. M. 2001. (Nachgel. Schr., Abt. IV, Bd. 13.)
- Adorno, Ontologie und Dialektik <1960/61>. Hrsg. von R.T. Frankfurt a. M. 2002. (Nachgel. Schr., Abt. IV, Bd. 7.)
- Adorno, Vorlesung über Negative Dialektik. Fragmente zur Vorlesung 1965/66. Hrsg. von R.T. Frankfurt a. M. 2003. (Nachgel. Schr., Abt. IV, Bd. 16.)
- Adorno, Über Walter Benjamin. Hrsg. und mit Anmerkungen versehen von R.T. Frankfurt a. M. 1970. (BS 260.) – [Rev. und erw. Ausg.] Ffm. 1990.
- Adorno, Der Schatz des Indianer-Joe. Singspiel nach Mark Twain. Hrsg. und mit einem Nachwort versehen von R.T. Frankfurt a. M. 1979.
- Adorno, »Ob nach Auschwitz noch sich leben lasse.« Ein philosophisches Lesebuch. Hrsg. von R.T. Frankfurt a. M. 1997. (Edition Suhrkamp Leipzig. es 1844, NF 844.)
- Adorno, Philosophie und Gesellschaft. Fünf Essays. Auswahl und Nachwort R.T. Stuttgart 1984. (Universal-Bibliothek. 8005.)
- Adorno, Aufarbeitung der Vergangenheit. Reden und Gespräche. Auswahl und Begleittext von R.T. München 1999, DerHörVerlag. (AUDIO BOOKS. Stimmen der Philosophie.) 5 CD: ISBN 3-89584-730-5; 2 MC: ISBN 3-89584-630-9.
- Walter Benjamin, Gesammelte Schriften. Unter Mitwirkung von Theodor W. Adorno und Gershom Scholem hrsg. von Rolf Tiedemann und Hermann Schweppenhäuser. Bde. I–VII, Suppl. I–III (in 17 Bdn. geb.). 1. Aufl., Frankfurt a. M. 1972–1999. – [Rev. Taschenbuch-Ausg.] Bde. I–VII (in 14 Bdn. geb.), Ffm. 1991. (suhrkamp taschenbuch wissenschaft. 931–937.)
- Opere complete di Walter Benjamin a cura di Rolf Tiedemann e Hermann Schweppenhäuser. Edizione italiana di Enrico Ganni. Vol. II: Scritti 1923–1927. Torino 2001; Vol. IV: Scritti 1930–1931. Torino 2002; Vol. V: Scritti 1932–1933. Torino 2003; Vol. VI: Scritti 1934–1937, Torino 2004; Vol. VII: Scritti 1938–1940, Torino 2006; Vol. IX: I «passages» di Parigi. Torino 2000.
- Benjamin, Sprache und Geschichte. Philosophische Essays. Ausgewählt von R.T. Mit einem Essay von Theodor W. Adorno. Stuttgart 1992. (Universal-Bibliothek. 8775.)
- Benjamin, Berliner Kindheit um neunzehnhundert. Gießener Fassung. Hrsg. und mit einem Nachwort von R.T. Frankfurt a. M. 2000. – 2. Aufl., 2000.
- Gershom Scholem, Walter Benjamin und sein Engel. Vierzehn Aufsätze und kleine Beiträge. Hrsg. von R.T. Frankfurt a. M. 1983. – [Taschenbuch-Ausg.] Ffm. 1992. (suhrkamp taschenbuch. 1967.)
- Scholem, Judaica 4. Hrsg. von R.T. Frankfurt a. M. 1984. (BS. 831.)
- Dialektische Studien. Im Auftrag des Theodor W. Adorno Archivs hrsg. von Rolf Tiedemann. 9 Bde., München 1988–2002.
- Frankfurter Adorno Blätter. Hrsg. im Auftrag des Theodor W. Adorno Archivs von Rolf Tiedemann. 8 Bde., München 1992–2003.
- Adorno-Noten. Mit Beiträgen von Theodor W. Adorno, Heinz-Klaus Metzger, Mathias Spahlinger u. a. Bilder von Manfred Schling. Hrsg. von Rolf Tiedemann. Berlin 1984. (Galerie Wewerka Edition. Bd. 15.)
- Abenteuer anschauender Vernunft: Essay über die Philosophie Goethes, Edition Text + Kritik, München 2014, ISBN 978-3-86916-353-6.